# Piper winkleri
Piper winkleri är en pepparväxtart som beskrevs av C. Dc.. Piper winkleri ingår i släktet Piper och familjen pepparväxter. Inga underarter finns listade i Catalogue of Life.